# Гончарова, Марина Васильевна
Марина Васильевна Гончарова (в девичестве Понярова, род. 26 апреля 1986 года, Новокузнецк) — российская легкоатлетка, специализирующаяся в пяти- и семиборье. Чемпионка России в помещении 2010 года. Мастер спорта России.

## Биография
Марина Васильевна Гончарова родилась 26 апреля 1986 года в Новокузнецке. Позже переехала в Кемерово, где тренировалась под руководством Анатолия Михайловича Канашевича.
Дебютировала на международной арене в 2003 году на чемпионате мира среди юношей в Канаде, где заняла третье место. Участвовала в чемпионатах мира, Европы и других международных соревнованиях. До 2011 года входила в сборную команду России по легкоатлетическим многоборьям.

## Основные результаты

### Международные
| Год  | Соревнования                                  | Место проведения    | Дисциплина    | Место | Результат |
| ---- | --------------------------------------------- | ------------------- | ------------- | ----- | --------- |
| 2003 | Чемпионат мира среди юношей                   | Шербрук, Канада     | семиборье     | 3     | 5338      |
| 2004 | Чемпионат мира среди юниоров                  | Гроссето, Италия    | семиборье     | 6     | 5599      |
| 2007 | Чемпионат Европы среди молодёжи               | Дебрецен, Венгрия   | семиборье     | 5     | 6004      |
| 2008 | Hypo-Meeting                                  | Гётцис, Австрия     | семиборье     | 6     | 6319      |
| 2008 | Кубок Европы по легкоатлетическим многоборьям | Хенгело, Нидерланды | команда       | 2     | 17980     |
| 2008 | Кубок Европы по легкоатлетическим многоборьям | Хенгело, Нидерланды | индивидуально | 7     | 5983      |
| 2009 | Hypo-Meeting                                  | Гётцис, Австрия     | семиборье     | 17    | 5104      |
| 2009 | Кубок Европы по легкоатлетическим многоборьям | Щецин, Польша       | команда       | 2     | 17949     |
| 2009 | Кубок Европы по легкоатлетическим многоборьям | Щецин, Польша       | индивидуально | 4     | 6119      |
| 2010 | Чемпионат мира в помещении                    | Доха, Катар         | пятиборье     | 7     | 4416      |
| 2010 | Hypo-Meeting                                  | Гётцис, Австрия     | семиборье     | 5     | 6165      |
| 2010 | TNT — Fortuna Meeting                         | Кладно, Чехия       | семиборье     | 2     | 6182      |
| 2010 | Чемпионат Европы                              | Барселона, Испания  | семиборье     | 8     | 6186      |
| 2011 | Чемпионат Европы в помещении                  | Париж, Франция      | пятиборье     | 6     | 4469      |
| 2011 | Hypo-Meeting                                  | Гётцис, Австрия     | семиборье     | —     | DNF       |
| 2011 | Кубок Европы по легкоатлетическим многоборьям | Торунь, Польша      | команда       | 1     | 17816     |
| 2011 | Кубок Европы по легкоатлетическим многоборьям | Торунь, Польша      | индивидуально | 10    | 5615      |

### Национальные
| Год  | Соревнования                 | Место проведения | Дисциплина | Место | Результат |
| ---- | ---------------------------- | ---------------- | ---------- | ----- | --------- |
| 2008 | Чемпионат России в помещении | Москва           | пятиборье  | 3     | 4522      |
| 2008 | Чемпионат России             | Казань           | семиборье  | 3     | 6289      |
| 2010 | Чемпионат России в помещении | Москва           | пятиборье  | 1     | 4605      |